# Robert le Ewer
Robert le Ewer (auch Ewer) († 27. Dezember 1322 in Winchester) war ein englischer Militär und Rebell.

## Aufstieg im Dienst des Königs
Robert le Ewer stammte aus Hampshire. Er stammte vermutlich aus relativ einfachen Verhältnissen, wuchs aber vermutlich am Königshof auf.:153 Als Yeoman diente er dann spätestens ab April 1309 im königlichen Haushalt.:123 Aufgrund seiner Skrupellosigkeit forderten die Lords Ordainer 1311 seine Entfernung vom Königshof. Le Ewer stand aber offenbar hoch in der Gunst von Eduard II.:149 Er durfte weiter am Königshof bleiben, obwohl es 1314 und 1315 weitere Vorwürfe und Beschwerden gegen ihn gab. Le Ewer hatte dazu als Militär im Krieg gegen Schottland gedient. 1315 war er möglicherweise zusammen mit Andrew Harclay in schottische Gefangenschaft geraten.:154 Schließlich wurde er Kommandant des königlichen Odiham Castle in Hampshire. Im Februar 1320 wurde er als Kommandant von Odiham durch den königlichen Günstling Hugh le Despenser ersetzt. Le Ewer war darüber offenbar so verärgert, dass er königliche Beamte tätlich angriff und allen, die ihn verhaften wollten, den Tod androhte. Der genaue Grund seiner Revolte ist unklar, doch sie richtete sich gegen eine Person in der Umgebung des Königs. Das waren aber wahrscheinlich nicht Hugh le Despenser und sein gleichnamiger Vater. Der König befahl erst im August 1320 le Ewers Verhaftung, dann begnadigte er ihn.:152 Nachdem Hugh le Despenser und sein Vater aufgrund des Despenser War im Sommer 1321 ins Exil gehen mussten, wurde le Ewer im Juli 1321 wieder zum Kommandanten von Odiham Castle ernannt.:437

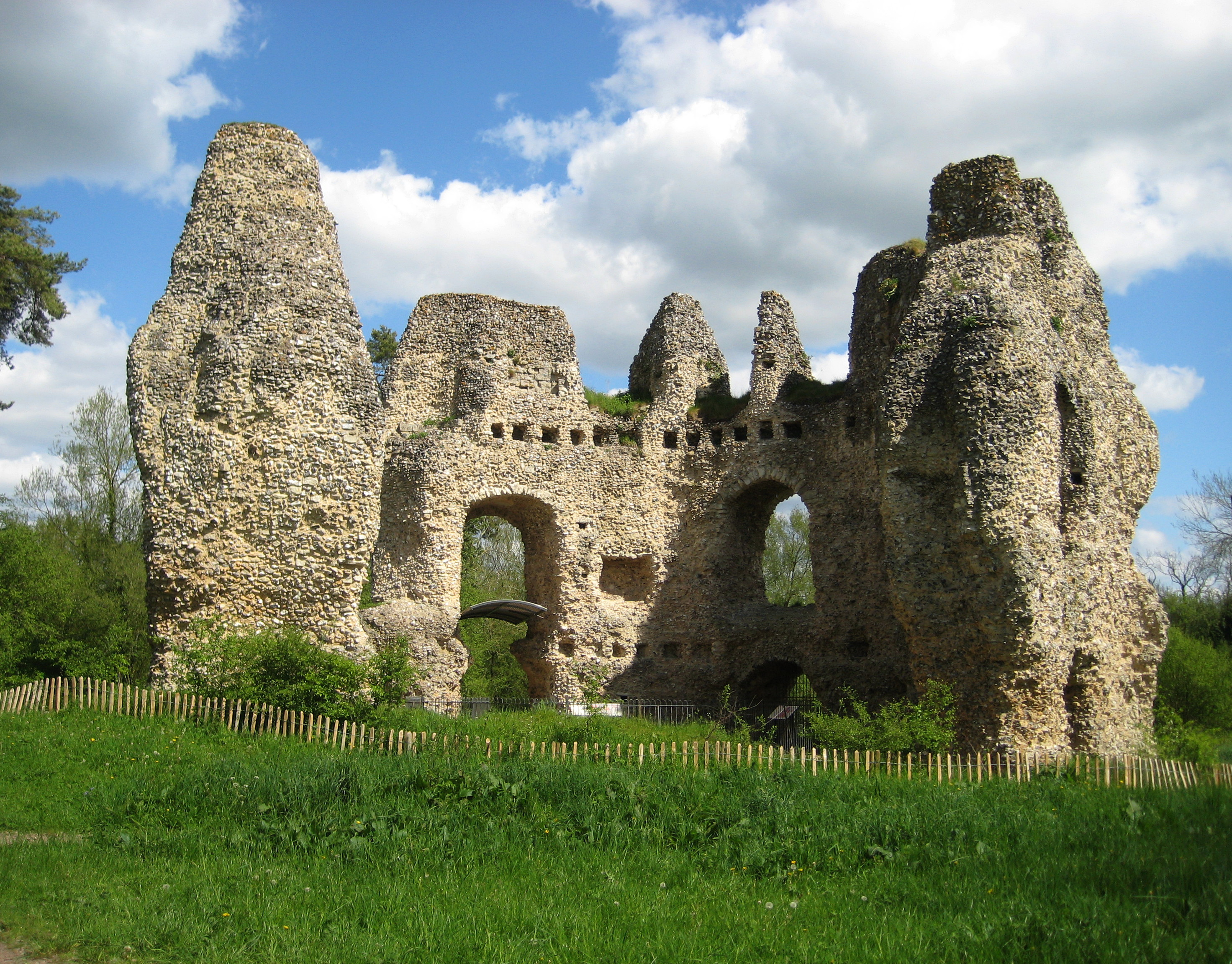
Die Ruine von Odiham Castle, das mehrere Jahre lang dem Kommando von le Ewer unterstand

## Rolle bei der Niederschlagung der Rebellion der Marcher Lords und des Earl of Lancaster
Ab dem Herbst 1321 ging der König militärisch gegen die Rebellen vor, die die Verbannung der Despensers durchgesetzt hatten. Le Ewer gehörte der Armee an, mit der Eduard II. in die Welsh Marches zog. Am 27. Dezember sandte der König le Ewer zusammen mit Fulk Fitz Warin, Oliver Ingham und John Pecche als Vorhut nach Bridgnorth, um die Brücke über den Severn zu sichern. Am 5. Januar 1322 griffen die Rebellen unter Roger Mortimer of Wigmore und Roger Mortimer of Chirk  jedoch Bridgnorth an und zwangen die königlichen Truppen, sich nach Worcester zurückzuziehen. Daraufhin zog der König weiter nach Shrewsbury, wo er den Severn überqueren konnte. Wenig später ergaben sich die meisten der rebellierenden Marcher Lords. Zusammen mit Earl Warenne brachte le Ewer die gefangen genommenen Mortimers in den Tower of London.:154 Nach dem Sieg über die Rebellen in den Welsh Marches zog der König gegen die verbliebenen Rebellen, die zum Earl of Lancaster nach Nordengland geflüchtet waren. Bei der Brücke von Burton versuchten die Rebellen Anfang März erneut, den Vormarsch der königlichen Armee zu stoppen. Nach mehrtägigen Kämpfen umging ein Teil der königlichen Truppen die Stellung der Rebellen, während le Ewer einen Ablenkungsangriff auf die Brücke führte. Daraufhin flüchteten die Rebellen weiter nach Norden.:407 Während der weiteren Niederschlagung der Rebellion fiel le Ewer durch die besonders intensive Plünderung eines Guts von John Giffard und von weiteren Besitzungen der Rebellen auf.:76

## Revolte, Gefangennahme und Tod
Nach dem Sieg gegen die Rebellen unternahm der König im August 1322 einen Feldzug nach Schottland. Le Ewer sollte dem königlichen Heer angehören, doch er kam entweder der Aufforderung nicht nach oder verließ das Heer ohne Erlaubnis. Er ging in seine Heimat Hampshire, wo er zusammen mit Unterstützern wie John Wyard Besitzungen des älteren Despenser, der inzwischen zum Earl of Winchester erhoben worden war, plünderte. Dabei soll er einen Teil der Beute an die Armen in der Region verteilt haben. Winchester, der nicht an dem Feldzug nach Schottland teilgenommen hatte und in England geblieben war, flüchtete vor le Ewers Angriffen nach Windsor Castle. Als der König von der Revolte erfuhr, forderte er le Ewer am 20. September auf, Odiham Castle zu übergeben. Vor dem 1. November 1322 war le Ewer nach Lancashire ausgewichen. Nachdem er auch ein königliches Gut geplündert hatte, befahl Eduard II. im November 1322 seine Verhaftung.:437 Am 15. November wurde der Earl of Kent mit einer Streitmacht in die Welsh Marches gesandt, um le Ewer zu fangen. Dieser konnte zunächst trotz der Verfolgung durch Kent und durch Winchester entkommen. Nur durch Zufall wurden er und seine Frau am 13. Dezember in Southampton verhaftet, als sie per Schiff nach Frankreich fliehen wollten. Le Ewer weigerte sich, vor Gericht auszusagen. Daraufhin wurde er in Winchester eingekerkert. Schwer in Ketten gelegt, erhielt er kein Wasser und keine Nahrung, so dass er am Tag nach Weihnachten starb.:125
Le Ewer begann seine Revolte auf eigene Verantwortung und gehörte keiner größeren Verschwörung gegen den König an.:438 Er hatte aber offenbar größere Unterstützung für seine Revolte erwartet.:155